# リゲイア海
リゲイア海（リゲイアかい、Ligeia Mare）は、土星の衛星タイタンの北極に存在する液体の湖。

## 概要

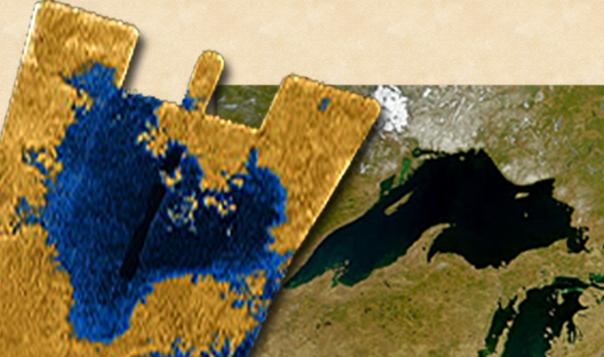
リゲイア海と地球のスペリオル湖の比較。

リゲイア海は、タイタンで2016年現在発見されている湖の中ではクラーケン海に次いで2番目に大きく、地球のスペリオル湖よりも大きい。湖の主成分は液体メタンであるが、その他にもエタンや溶解窒素、各種有機化合物などが含まれていると考えられている
北緯79度西経248度に位置しており、カッシーニ探査機の観測により湖全体の画像が撮影された。大きさは420km×350kmほどで、面積は126,000km2、海岸線の長さは2,000km以上に及ぶ。 リゲイア海はより大きなクラーケン海と水文学的に繋がっている可能性がある。
リゲイアの名称は、ギリシア神話のセイレーンの一人に由来する。

## 地形

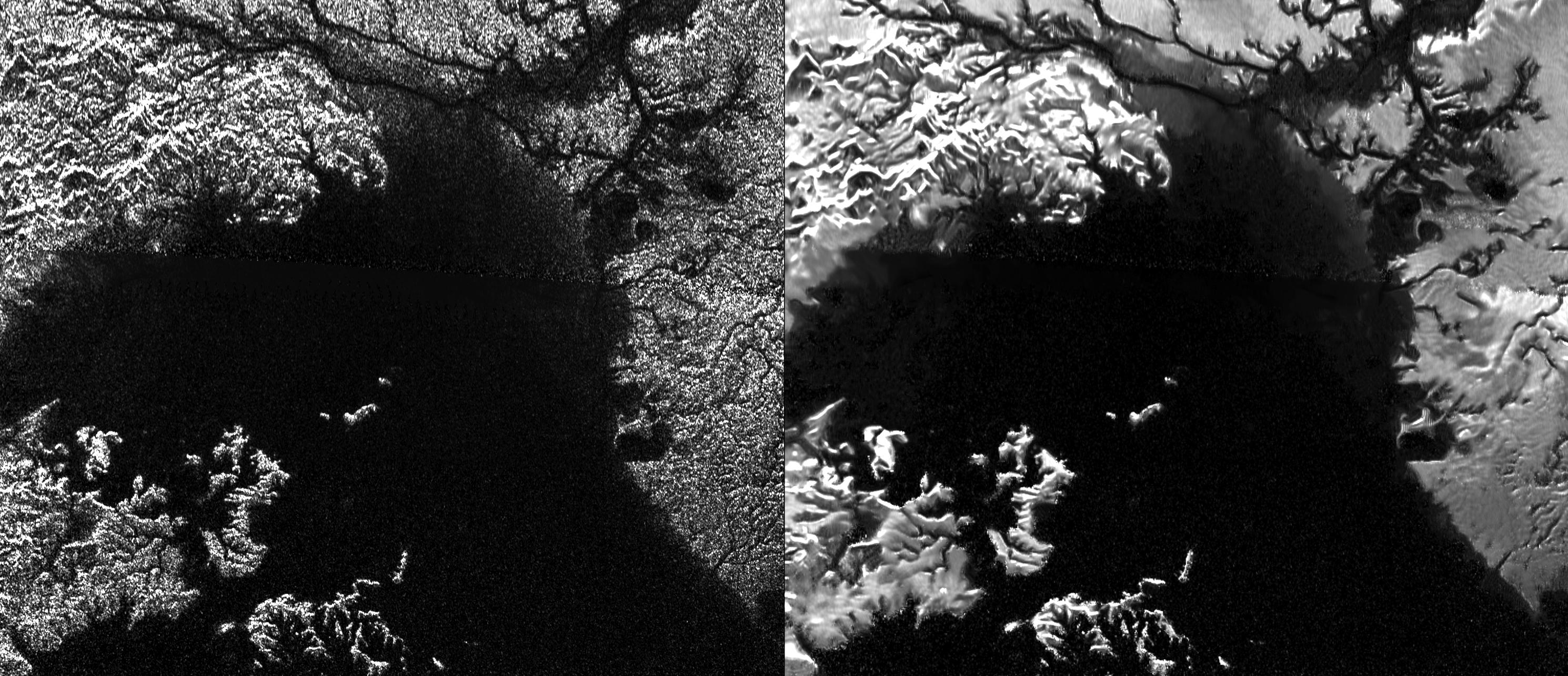
リゲイア海の合成開口レーダー画像。右はノイズ除去を行った画像。

リゲイア海の海岸線は、小鈍鋸歯状と平坦部の主に二種類の地形から構成されている。前者は丘が多い浸食地形であり、後者は平らな低地で、さらに長い河川が多数注ぎ込んでいる。小鈍鋸歯状の地形は湖の東から南にかけてで優勢で、平坦な地形は西から北にかけてみられる。 荒い地形が沿岸まで続く湖の南東部を除いて、丘の地形は海岸線から分離する傾向がある。海岸線には川の河口が沈んでできた湾が多数存在する（リアス式海岸）が、オンタリオ湖などとは異なり三角州のような地形は見当たらないため、近年に水面の上昇があったことが窺える。湖の北東から北西にかけての海岸線全体の1/4ほどにわたる領域には、水深5m以下の広大な浅い水域が広がっており、探査機のレーダーで湖底の地形まで捉えることができる。 カッシーニによる2013年の観測では、湖の一部は170m以上の深さがあり、またレーダー波の透過率から湖の液体は非常に純粋なメタンであることが示された。湖の表面も、ミリメートル単位の滑らかさという極めて平らな水面であった。
湖の平均水深は50m程度、最大深度は200mを超えると推測される。湖の総体積は7,000 km3以上とみられる。

## 水文学
リゲイア海が主に純粋なメタンから構成される理由は未だ明らかになっていない。現在考えられているモデルでは、まずタイタンの海は元々エタンが主で、このエタンは大気上層で以下の反応により生成されている。
2 CH4 -> H2 + C2H6
リゲイア海がエタンを欠いている理由の解明は、将来の観測を待たなければならない。エタンは湖底の地殻内に閉じ込められているという説や、隣接するクラーケン海に流れ込んでいるという説が考えられているが、いずれも研究は進んでいない。後者の場合、エタンが少ない液体の炭化水素というのは、タイタンにおける地球の淡水のようなものなのかもしれない（タイタンの降水は主にメタンである）。
また、タイタンの大気は、エタン以外にもニトリルやベンゼンといった幅広い光化学生成物を生み出している。これらの物質も同様に降雨となりタイタンの海に流れ込んでいると信じられている。レーダーによる観測データは、リゲイア海の湖底がこれらの有機化合物からなる薄い層に覆われている可能性を示唆している。
海岸線の温度の測定結果は、海岸線に炭化水素が浸透していることを示唆している。リゲイア海や他の北極地域の海や湖は、観測中に海岸線が大きく後退した南極のオンタリオ湖とは対照的に、いずれもカッシーニの観測期間を通じて安定している。 しかし特異な現象として、観測初期には湖であった領域に後年になり島とみられる地形が出現した例が確認されている。観測チームに"Magic Island"と名付けられたこの地形は、画像上では260km2もの広さを持つが、湖の波や泡の誤認とする説の他、水面下にあった氷山が春になって浮き上がってきた、またはシルトのような物質が漂流しているのではないかといった説が唱えられている。

## 探査
NASAが2009年に提案したTiMEミッションでは、探査機をリゲイア海に着水させ、探査を行うことが計画された。しかし予算的・技術的問題から計画は2016年現在実現に至っていない。
スペインで提案されたTALISEミッションも、TiME同様に探査機をリゲイア海に着水させ、探査を行う構想となっている。

## 画像

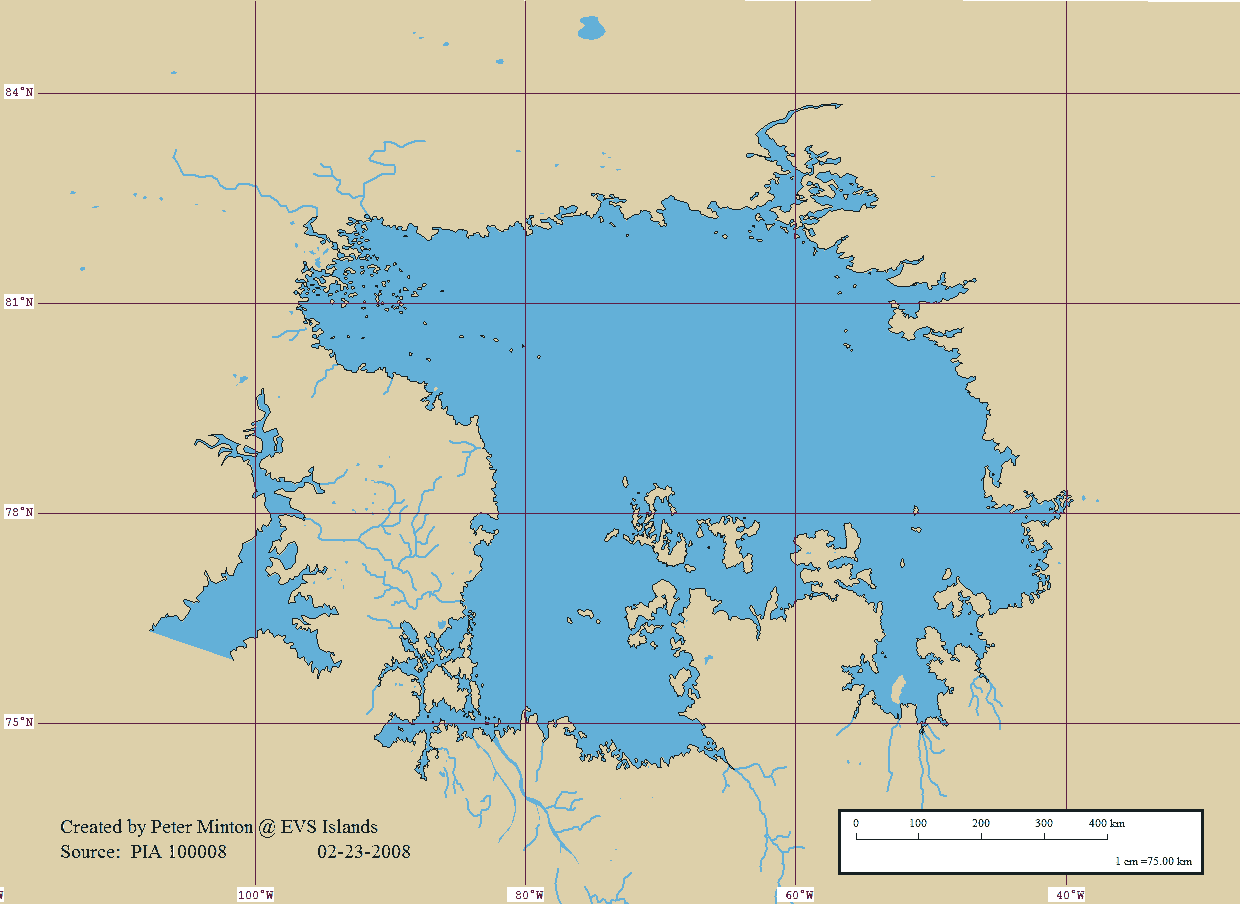
リゲイア海の地図。
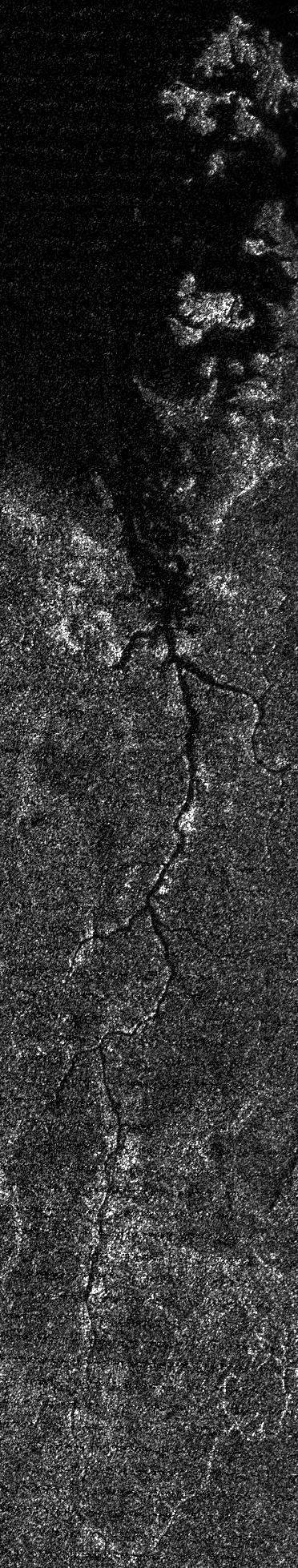
リゲイア海に流入する全長400km以上の川。